# الداخلة (قرية)
قرية الداخلة هي إحدى القرى التابعة لمركز مرسى مطروح في محافظة مطروح في جمهورية مصر العربية. حسب إحصاءات سنة 2018، بلغ إجمالي السكان في الداخلة 1,057 نسمة، منهم 544 رجل و 513 امرأة.